# Maria Pawłowska
Maria Pawłowska (ur. 8 lutego 1991 w Krakowie) – polska aktorka teatralna, filmowa i dubbingowa.

## Życiorys
Ukończyła VI Liceum Ogólnokształcące im. Adama Mickiewicza w Krakowie. Jest absolwentką Studia Aktorskiego Doroty Zięciowskiej i Zbigniewa Kalety w Krakowie (2009) oraz Wydziału Aktorskiego Akademii Teatralnej im. Aleksandra Zelwerowicza w Warszawie (2014). Jeszcze jako studentka zadebiutowała rolą Ludwisi na scenie Teatru 6. pietro w sztuce „Chory z urojenia” Moliera (2011). Jej debiut ekranowy to rola Natalii w „Karuzeli” w reż. R. Wichrowskiego (2014). W trakcie studiów dała się też poznać jako utalentowana wokalistka, występując w muzycznych przedstawieniach dyplomowych („MP4” w reż. M. Benoit i „Piosennik” w reż. A. Poniedzielskiego). Stąd też później zapraszano ją do realizacji widowisk teatralno-muzycznych („Bromba w sieci” w reż. M. Wojtyszko, „Kochaj albo rzuć” w reż. W. Szymańskiej-Niemaszek). W 2019 wzięła udział w 56. Festiwalu Piosenki Polskiej w Opolu, w koncercie „Walizki moje pełne snów”.

## Życie prywatne
W roku 2017 wyszła za mąż za Michała Poznańskiego, aktora i youtubera.

## Teatr
- 2011: Chory z urojenia (Ludwisia) reż. G. Pampiglione, Teatr 6. piętro.
- 2012: MP4 (spektakl muzyczny) reż. M. Benoit, Teatr Powszechny w Warszawie.
- 2013: Harce młodzieży polskiej (Olga Małkowska), reż. R. Brzyk, Teatr Imka.
- 2013: Piosennik (Kobieta Marzeń), reż. A. Poniedzielski, Teatr Ateneum w Warszawie.
- 2013: Testament cnotliwego rozpustnika, reż. E. Kamiński, Teatr Kamienica.
- 2014: Bromba w sieci (Malwinka) reż M. Wojtyszko, Teatr 6. piętro.
- 2014: Kochaj albo rzuć (Młoda Aktorka) reż. W. Szymańska-Niemaszek, Agencja Artystyczna Jerzego Bończaka.
- 2014: Dolina Muminków w Listopadzie (Mimbla) reż. I. Gorzkowski, Studio Teatralne Koło.
- 2014: Burza (Miranda) reż. I. Gorzkowski, Studio Teatralne Koło.
- 2015: 33 powieści, które każdy powinien znać (Magda) reż. I. Gorzkowski, Teatr Ochoty.
- 2016: Inne rozkosze (Aktualna Kobieta), reż. Artur Więcek, Teatr STU.
- 2018: Fryderyk (Ludwika Chopin), reż. Agnieszka Lipiec-Wróblewska, Teatr Telewizji.
- 2018: Stelaż (Olżunia), reż. Michał Sufin, Grzegorz Kwiecień, Klub Komediowy.
- 2019: Stelaż (Olżunia), reż. Grzegorz Kwiecień, Teatr Polskiego Radia[2].
- 2020: Z życia roślin, reż. I. Gorzkowski, Teatr Ochoty.
- 2021: Inne rozkosze (Aktualna Kobieta), reż. Artur Więcek, Teatr Telewizji.

## Filmografia

### Seriale TV
- 2012: Komisarz Alex, odc. 14. (Maja Leśniewska) reż. K. Lang.
- 2012: Hotel 52, odc. 77. (Asia Berniak) reż. Ł. Wiśniewski.
- 2013: Przepis na życie, odc. 59. (dziewczyna) reż. M. Rogalski.
- 2013: Disney princess school (mentorka tańca) Disney Channel (Polska).
- 2014: Ojciec Mateusz, odc. 158. (Manuela Korcz) reż. zespołowa.
- 2016: Strażacy, odc. 11 (Iwona) reż. Maciej Dejczer.
- 2016: Pakt 2, odc. 1 (Justyna Prus) reż. Leszek Dawid.
- 2016: Komisarz Alex, odc. 104 (Wera Stępniak) reż. Robert Wichrowski.
- 2017: Lekarze na start (Daga) reż. Grzegorz Lewandowski/Sylwester Jakimow.
- 2017: M jak miłość, seria XVIII (Anna Żakowska) reż. zespołowa.
- 2018–2024: Leśniczówka, (Ewa, sekretarka Krzysztofa) reż. Maciej Żak.
- 2018: M jak miłość, seria XIX (Anna Żakowska) reż. zespołowa.
- 2018: W rytmie serca, odc. 37 (Aleksandra Halicka) reż. Piotr Wereśniak.
- 2019: Przyjaciółki, seria XIV (Kalina), reż. Grzegorza Kuczeriszka.
- 2021–2022: Stulecie Winnych, (Michelle) reż. Piotr Trzaskalski.
- 2024: Korona królów. Jagiellonowie,  (Królowa Zofia Holszańska, czwarta żona Władysława II Jagiełły)
- 2024-2025: Królowie, (Królowa Zofia Holszańska, czwarta żona Władysława II Jagiełły)

### Filmy krótkometrażowe
- 2014: Sara (Sara) reż. A. Treba, Lee Strasberg Studio (Nowy Jork).
- 2016: Tabliczka mnożenia (Anna) reż. Youssef Ouarrak.
- 2018: Suma szczęścia/Czarne lusterko (Ania) reż. Martin Stankiewicz.
- 2023: Eleuteria (Ela) reż. Rafał Łysak

### Filmy pełnometrażowe
- 2014: Karuzela (Natalia) reż. R. Wichrowski.
- 2014: Miasto 44 (telefonistka) reż. J. Komasa.
- 2015: W odległym czterdziestym piątym... Spotkania nad Łabą (В далёком сорок пятом... Встречи на Эльбе) (Hannelore) reż. Mira Todorowska, Petro Aleksowski.
- 2016: Po prostu przyjaźń (pracownica salonu) reż. Filip Zylber.
- 2016: Konwój (dziewczyna z zajazdu) reż. Maciej Żak.
- 2017: Sztuka kochania. Historia Michaliny Wisłockiej (młoda dziewczyna w Lubniewicach) reż. Maria Sadowska.
- 2019: Letnie popołudnie/One Summer Afternoon (Laura) reż. Youssef Ouarrak.

## Dubbing
- 2014: Hotel 13 (Anna Jung) Nickelodeon Polska.
- 2014: Jak wymiatać (Grace) Nickelodeon Polska.
- 2013–2014: Sam i Cat, odc. 35 (Valerie) Nickelodeon Polska.
- 2014: Fistaszki (Frida).
- 2014: Robin Hood – Draka w Sherwood (Scarlett) Boomerang Polska.
- 2015: Inspektor Gadżet, odc. 2a, 11b, 20a, 21a, 22a (Kayla) Boomerang Polska.
- 2015: Grzmotomocni, odc. 43, 45 (Winnie Lee) odc. 49 (Kylie) Nickelodeon Polska.
- 2015: Bella i Buldogi, odc. 25 (Stacy) odc. 27 (Asha) Nickelodeon Polska.
- 2015: 100 rzeczy do przeżycia przed liceum, odc. 11, 13 (Lori Loudly) Nickelodeon Polska.
- 2016: Projekt Mc² (Bryden Bandweth) Netflix.
- 2016: Ever After High: Zima wszech baśni (Rosabella Beauty) Netflix.
- 2017: Captain America: Pierwsze starcie (Margaret „Peggy” Carter) The Walt Disney Company Polska.
- 2017: Co w trawie piszczy/Drôles de petites bêtes (Basia).
- 2018: Robin Hood: Początek (Marion) Monolith Films.
- 2018: Sissi – młoda cesarzowa (Samira) teleTOON+

## Nagrody
- 2013: Wyróżnienie na Ogólnopolskim Festiwalu Szkół Teatralnych w Łodzi za rolę Olgi Małkowskiej w spektaklu Harce młodzieży polskiej[3].